# Camperona
La Camperona est une montagne culminant à 1 603 mètres d'altitude au sein de la cordillère Cantabrique, à Sotillos de Sabero dans la province de León en Espagne.

## Cyclisme
La 14e étape du Tour d'Espagne 2014, remportée par Ryder Hesjedal, se conclut au sommet. La 8e étape du Tour d'Espagne 2016 est remportée au sommet par Sergueï Lagoutine tandis que Nairo Quintana s'empare du maillot rouge pour la première fois. Lors de la 13e étape de l'édition 2018, c'est Óscar Rodríguez qui franchit la ligne en tête.